# Heinz Kähler
Pour les articles homonymes, voir Kähler.
Heinz Kähler, né le 21 janvier 1905 à Tetenbüll, et mort le 9 janvier 1974 à Cologne, est un archéologue et historien de l'art allemand.

## Publications
- (de)Die große Fries von Pergamon. Munich, 1942, publiée sous le titre Der große Fries von Pergamon: untersuchungen zur Kunstgeschichte und Geschichte Pergamons. Published Berlin, Gebr. Mann, 1948.
- (de)Rom und sein Imperium. Baden Baden: Holle, 1962. [édition anglaise, The Art of Rome and her Empire. New York: Crown, 1963 ; édition française, Rome et son Empire, Albin Michel, 1963].
- (de)Die Augustusstatue von Primaporta. Monumenta artis Romanae 1. Cologne: M. DuMont Schauberg, 1959.
- (de)Der Fries vom Reiterdenkmal des Aemilius Paullus in Delphi. Monumenta artis Romanae 5. Berlin: Mann, 1965.
- (de)Die frühe Kirche: Kult und Kultraum. Berlin: Mann, 1972.
- (de)Das Griechische Metopenbild. Munich: Besher F. Bruckmann, 1949.
- (de)Der griechische Tempel: Wesen und Gestalt. Berlin: G. Mann, 1964.
- (de)Hadrian und seine Villa bei Tivoli. Berlin: Gebr. Mann, 1950.
- (de)avec Cyril Mango Die Hagia Sophia. Berlin: G. Mann, 1967 [édition anglaise., Hagia Sophia. New York: Praeger, 1967].
- (de)Lindos. Zurich: Raggi-Verlag, 1971.
- (de)Pergamon. Berlin: Gebr. Mann, 1949.
- (de)Die römischen Kapitelle des Rheingebietes. Berlin: W. de Gruyter, 1939.
- (de)Die spätantiken Bauten unter dem Dom von Aquileia und ihre Stellung innerhalb der Geschichte des frühchristlichen Kirchenbaues. Saarbrücken: Universität Saarbrücken, 1957.
- (de)Zwei sockel eines triumphbogens im Boboligarten zu Florenz. Berlin: Leipzig, W. de Gruyter, 1936.
- (de)Die Gebälke des Konstantinsbegens. vol. 2 of Toebelmann, Fritz. Römische Gebälke. Heildeberg: Carl Winter, 1953.
- (de)avec Ludwig Voit et Hans Bengl. Römisches Erbe: ein Lesebuch lateinischer Literatur. Munich: Bayerischer Schulbuch-Verlag, 1950.